# Schneider CA1
El Schneider CA1 (en un principi anomenat com a Schneider CA) va ser el primer tanc francès. Va ser construït a causa del sofriment en la guerra de trinxeres de la "Gran Guerra".

## Desenvolupament
Schneider & Co. va ser una empresa fabricant d'armes important a França. Va tenir l'encàrrec de crear tractors d'artilleria pesant, el gener de 1915 l'empresa va enviar al cap de dissenyadors, Eugène Brillié, per investigar els tractors de l'empresa americana, Holt Company, que en aquell moment feien un programa de proves a Anglaterra. En la tornada de Brillié, que anteriorment va desenvolupar cotxes blindats a Espanya, va convèncer a l'empresa de dissenyar i crear un Tracteur blindé et armé (tractor blindat i armat), basat en el xàssis del Baby Holt, que se'n van ordernar per fer unes dues unitats. El juliol de 1915 en aquest programa privat es va unir a l'equip l'enginyer i Membre del Parlament, Jules-Louis Bréton i va fer col·locar una punta davant del buc per arrencar i superar obstacles. Deu dels 50 vehicles Baby Holt que es van fer vehicles van ser blindats i muntats amb un buc en forma de punta.